# Home Lines
Home Lines  était une compagnie maritime italienne spécialisée dans les croisières. Elle a été fondée et 1946. Bien que basée à Gênes, les navires de la compagnie naviguaient sous pavillon panaméen et le premier P-DG de la compagnie, Eugen Eugenides, était d’origine grecque.
En 1988, alors qu’il s’agit de l’une des compagnies les plus réputées au monde, la Home Lines fusionne avec la Holland America Line.

## Flotte
Au total, la Home Lines a exploité 9 navires.
| Nom du navire          | Image | Numéro IMO | Année de construction | Années d’exploitation | Statut                                             |
| ---------------------- | ----- | ---------- | --------------------- | --------------------- | -------------------------------------------------- |
| Argentina              |       | Aucun      | 1913                  | 1947 - 1953           | Détruit en 1959 à La Spezia                        |
| Brasil (puis Homeland) |       | Aucun      | 1905                  | 1948 - 1955           | Détruit en 1955 à Trieste                          |
| Italia                 |       | Aucun      | 1928                  | 1948 - 1964           | Détruit en 1965 à Bilbao                           |
| Atlantic               |       | Aucun      | 1927                  | 1948 - 1965           | Détruit en 1977 à Éleusis                          |
| Homeric                |       | Aucun      | 1931                  | 1954 - 1974           | Détruit en 1974 à Kaohsiung                        |
| Oceanic                |       | 5260679    | 1965                  | 1965 - 1985           | Détruit en 2012 à Zhoushan                         |
| Doric                  |       | 5321679    | 1964                  | 1973 - 1981           | Coulé le 26 juillet 2001                           |
| Atlantic               |       | 7902295    | 1982                  | 1982 - 1988           | Désarmé à Goa, en attente d’être converti en hôtel |
| Homeric                |       | 8407735    | 1986                  | 1986 - 1988           | En service sous le nom de Thomson Dream            |